# Óscar Izurieta Ferrer
Óscar Rodrigo Izurieta Ferrer (Viña del Mar, 18 de octubre de 1950) es un militar chileno en retiro, con el grado de general de Ejército. Ocupó la comandancia en jefe del Ejército de Chile desde el 9 de marzo de 2006 hasta el 9 de marzo de 2010.  
El 25 de marzo de 2010 asumió como subsecretario de Defensa bajo el primer gobierno del presidente Sebastián Piñera, cargo en el que se mantuvo hasta el final de la administración, el 11 de marzo de 2014.

## Desarrollo profesional
Es primo del excomandante en Jefe del Ejército Ricardo Izurieta Caffarena e hijo del también excomandante en Jefe Óscar Izurieta Molina. El padre y abuelo de ellos, respectivamente, fue Ricardo Izurieta Torres, quien llegó a Chile durante la primera década del siglo XX desde Ortigosa de Cameros, La Rioja, España. El general Óscar Izurieta ingresa a la Escuela Militar el año 1965 y egresa el año 1969 con el grado de subteniente. Obtuvo la primera antigüedad de su promoción al ser el cadete con las más altas calificaciones de su curso. Su arma es la infantería.
Izurieta es un oficial de Estado Mayor egresado con la primera antigüedad —o más altas calificaciones de su generación— de la Academia de Guerra del Ejército el año 1981. Es licenciado en Ciencias Militares y cuenta con un Magíster en Ciencias Militares con mención en Planificación y Gestión Estratégica de la Academia de Guerra, y además posee el grado de Magíster en Ciencia Política con mención en Relaciones Internacionales otorgado por la Pontificia Universidad Católica de Chile.
El día 25 de marzo de 2010 jura como subsecretario de Defensa del gobierno chileno.

## Trayectoria militar

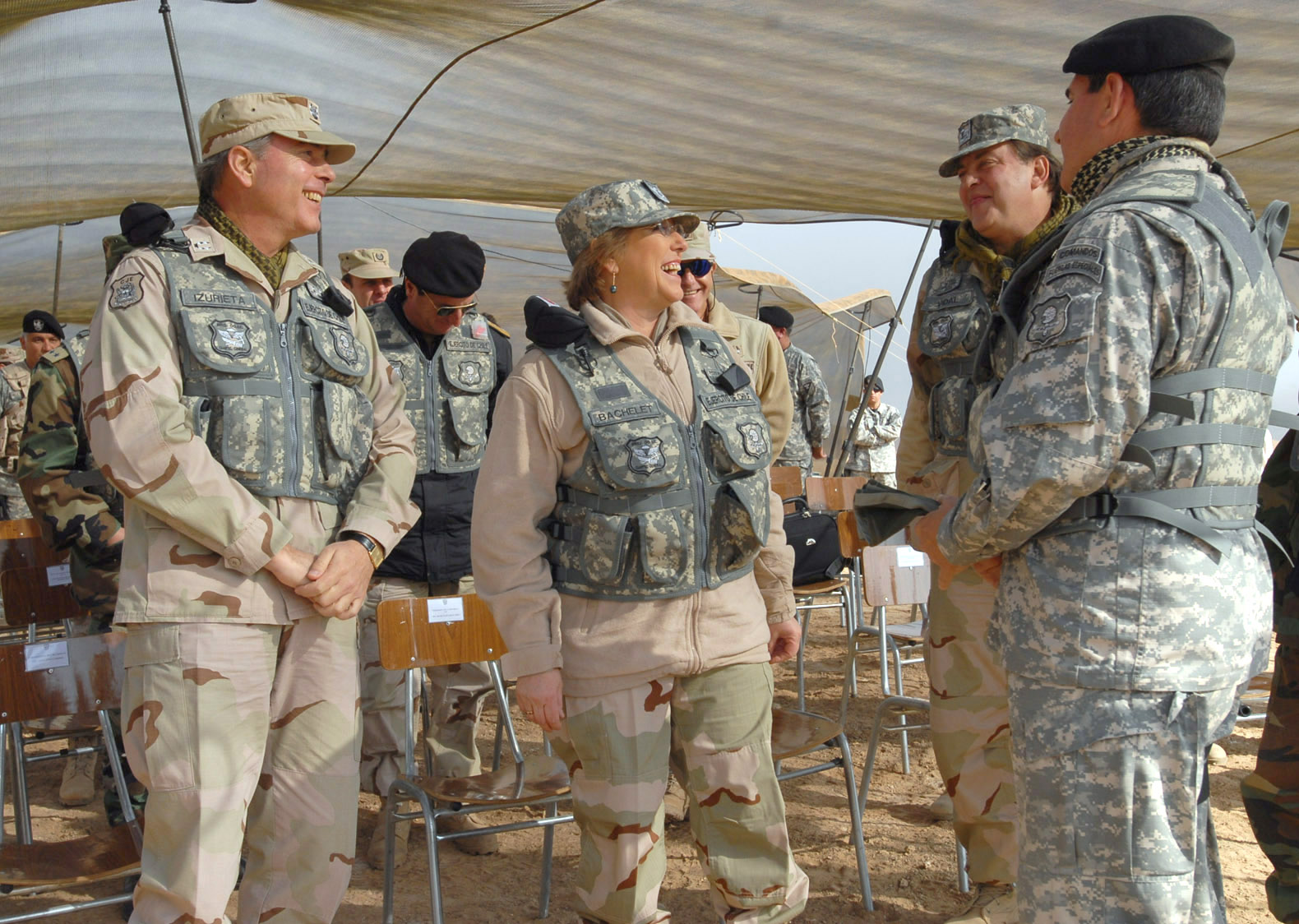
Óscar Izurieta, Michelle Bachelet y Francisco Vidal asisten a ejercicios de la
Brigada de Operaciones Especiales del Ejército. Pozo Almonte

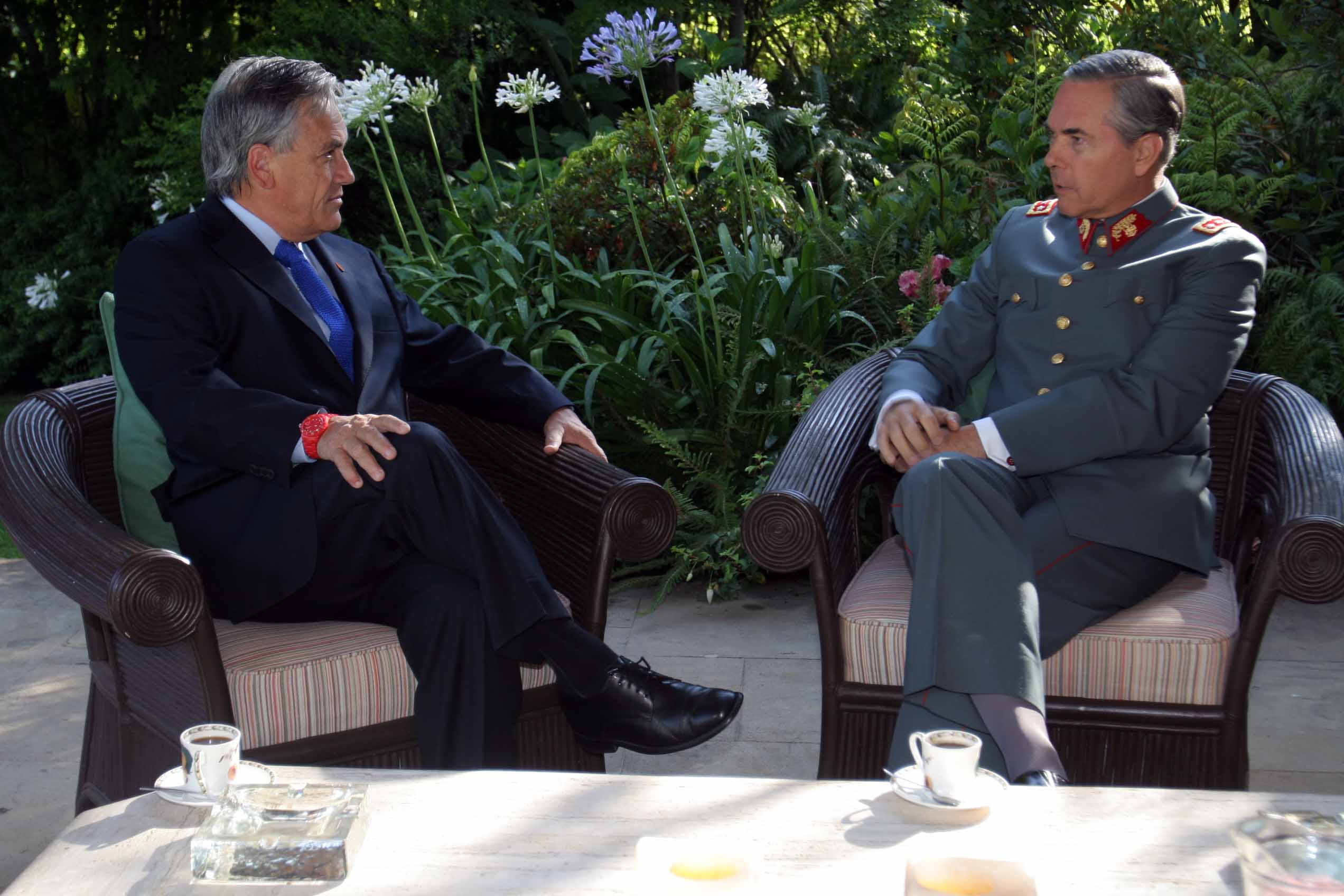
Óscar Izurieta y Sebastián Piñera.

Se ha desempeñado como paracaidista militar, profesor militar de escuela en la asignatura de Táctica de Infantería y profesor militar de academia en las asignaturas de Historia Militar y Estrategia, y Táctica y Operaciones. En diciembre de 2006, le correspondió dirigir las exequias del excomandante en Jefe de la institución y general (r) Augusto Pinochet.

### Destinos
Entre sus destinos destacan:
- Comandante del Regimiento de Infantería N.º 8 “Tucapel” en Temuco, de 1991 a 1993.
- Director de la Escuela Militar en Santiago, de 1995 a 1997.
- Agregado militar a la embajada de Chile en Gran Bretaña el año 1998.
- Jefe de la misión militar de Chile en Estados Unidos el año 1999.
- Comandante en Jefe de la III División de Ejército con sede en Concepción, desde el año 2000 a 2001.
- Director de Operaciones del Ejército en Santiago, los años 2002 y 2003.
- Comandante de Institutos y Doctrina en Santiago, desde el año 2004 hasta su designación como comandante en Jefe.

### Condecoraciones
- Orden Militar Francisco Bolognesi en el grado de Gran Cruz (Perú).[1]

## Escuela de las Américas
Alumno de la Escuela de las Américas, tal como José Octavio Zara Holger, Alfredo Canales Taricco, Christoph Willeke Flöel y otros implicados en procesos a violaciones a los derechos humanos. Hizo el curso Combat Arms Orientation 0-37 entre el 12 de enero y el 13 de febrero de 1970 y el curso Basic Off Orientation 0-37 entre el 13 de enero y el 14 de febrero de 1975.

"La Escuela de las Américas del Ejército de los Estados Unidos es la escuela que ha entrenado más dictadores y asesinos que ninguna otra en la historia del mundo."
 Congresista Joseph Kennedy

## Causas judiciales

### Caso FAM (Fondo de Ayuda Mutua)
Se le ha acusado de desvío de recursos presupuestarios mientras era comandante en jefe en el 2006. En donde también autorizó pagos irregulares a militares que perdieron millonarios aportes depositados en el Fondo de Ayuda Mutua (FAM). Para mitigar las pérdidas,  resolvió devolver el dinero a través de viáticos y contratos de trabajo, cuyas labores nunca se realizaron. Esto ocurrió hasta 2016.
En la investigación por el mal uso de gastos reservados, apareció como beneficiario de dineros provenientes de estos recursos, por lo cual la ministra que investigaba este caso anunció en 2019 que lo citaría a declarar. Fue interrogado el 10 de febrero de 2022 y tras aquella diligencia la ministra a cargo de la investigación, Romy Rutherford, ordenó su detención en el Batallón de Policía Militar de Peñalolén, a la espera de resolver su situación procesal. El 14 de febrero de 2022 fue sometido a proceso por los delitos de malversación de caudales públicos y falsedad de documento público, a raíz del supuesto mal uso de gastos reservados de la institución militar por el monto de 6.374.996.162 pesos. Además, se decretó su prisión preventiva.

## Antecedentes militares
- 1965: Cadete de la Escuela Militar
- 1968: Alférez
- 1969: Subteniente
- 1973: Teniente
- 1979: Capitán
- 1983: Mayor
- 1988: Teniente coronel
- 1993: Coronel
- 1998: General de Brigada
- 2002: General de División
- 2006: General de Ejército